# Føringafelag
Føringafelag (Färingergesellschaft) ist der Name einer ehemaligen färöischen Sprach- und Kulturvereinigung, die 1889 gegründet wurde und bis zum Anfang des 20. Jahrhunderts bestand.

## Geschichte
An dem historischen Weihnachtstreffen 1888 hatten wegen des damals herrschenden schlechten Wetters viele Interessierte aus entfernter liegenden Ortschaften nicht teilnehmen können. Deshalb beriefen R. C. Effersøe und Jóannes Patursson ein weiteres Treffen für den 6. Januar 1889 (Dreikönigstreffen) ein. Es wurden auf diesem Treffen eine Sprach- und Kulturvereinigung gegründet, die den Namen Føringafelag trug, sowie zwei Kernziele formuliert:
1. Die färöische Sprache wieder zu der ihr gebührenden Stellung im öffentlichen Leben zu verhelfen.
2. Die Zusammenarbeit zwischen den Färingern zu verbessern und auf eine Selbständigkeit in allen Bereichen hinzuarbeiten.

Die Vereinigung orientierte sich dabei an einem gleichnamigen Vorbild, der 1881 in Kopenhagen gegründeten Studentenvereinigung Føroyingafelag. Sie war zunächst als färöische Sprach- und Kulturvereinigung unpolitischer Natur. Die Jahresversammlung fand immer zu Anfang eines Jahres am 6. Januar (trettandadag), dem Gründungstag der Gesellschaft, statt. Die unpolitische Natur dieser Gesellschaft sollte sich jedoch nach der Jahrhundertwende ändern, als sich eine Entwicklung hin zu den späteren Parteien Sambandsflokkurin auf der einen und Sjálvstýrisflokkurin auf der anderen Seite abzeichnete. Die beiden Parteien verfolgten sehr unterschiedliche Zielsetzungen, die unter anderem im Sprachenstreit zum Ausdruck kamen. Dieser Zerreißprobe hielt die Vereinigung nicht stand und ging, nachdem die Parteienbildung im Jahr 1909 abgeschlossen war, ein.
Trotz ihres baldigen Endes hatte die Vereinigung einen wichtigen Grundstein gelegt. Schon im Jahre 1898 entstand mit dem Føroya Bókmentafelag die erste färöische Literaturgesellschaft und weitere kulturelle Vereinigungen sollten im kommenden Jahrhundert folgen. 

### Føringatíðindi
Der Verein brachte ab Januar 1890 eine Monatszeitung heraus, die sich Føringatíðindi nannte. Es war die erste Zeitung, die ausschließlich in färöischer Sprache erschien. Das Blatt verwendete von Anfang an explizit Hammershaimbs Rechtschreibung. Die Zeitung wurde von R. C. Effersøe (1857–1916) geleitet und war das Gegenstück zu Niels Winthers Færingetidende, was auch in der Namenswahl zu Ausdruck kommt. Im Februar 1906 erschien die letzte Ausgabe.